# Rruga shtetërore SH52
Die Rruga shtetërore SH52 (albanisch für Staatsstraße SH52) ist eine Nationalstraße in Albanien, die von der SH2 bei der Kleinstadt Vora zur SH2 bei Fushë-Kruja führt. Damit ist sie die direkte Verbindung von der Küste bei Durrës nach Nordalbanien. Die Straße ist nicht ganz zwölf Kilometer lang.
Die SH52 verläuft westlich des Flughafens Tirana nach Norden, überquert den mittelalbanischen Fluss Ishëm und führt dann nach Osten. Bei Fushë-Preza zweigt die Rruga shtetërore SH60 zum Flughafen ab.
Die SH52 ist Teil der A1, die von Durrës nach Nordostalbanien und Kosovo führt.